# 三岔镇 (镇原县)
三岔镇，是中华人民共和国甘肃省庆阳市镇原县下辖的一个乡镇级行政单位。

## 行政区划
三岔镇下辖以下地区：
高湾村、周家庄村、肖园子村、米家川村、寺庄湾村、榆杨湾村、安岔村、石咀村、董渠村和大塬村。